# Ford Capri (Europa)
Ford Capri – samochód sportowy klasy kompaktowej produkowany pod amerykańską marką Ford w latach 1968–1986.

## Pierwsza generacja

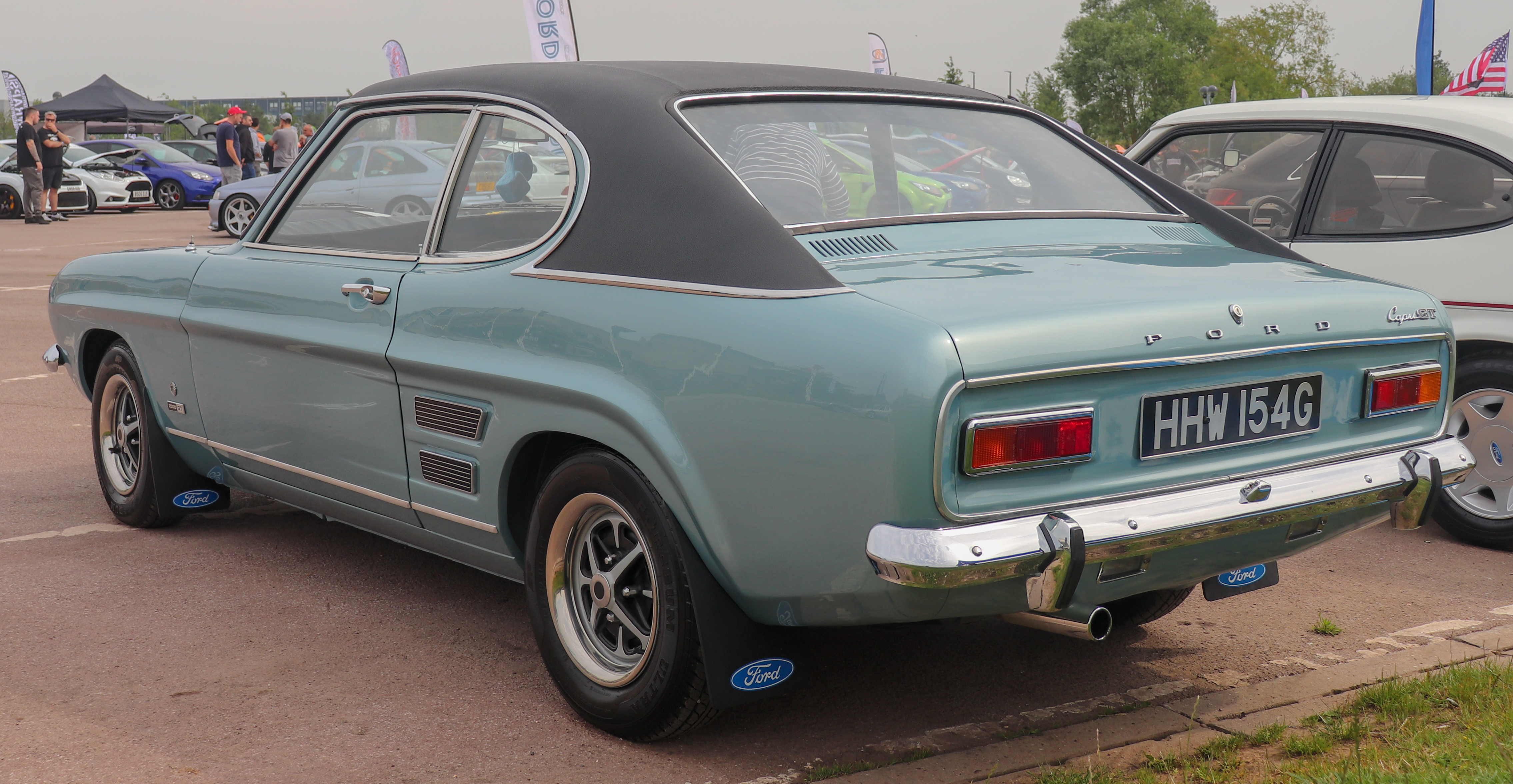
Ford Capri I - tył

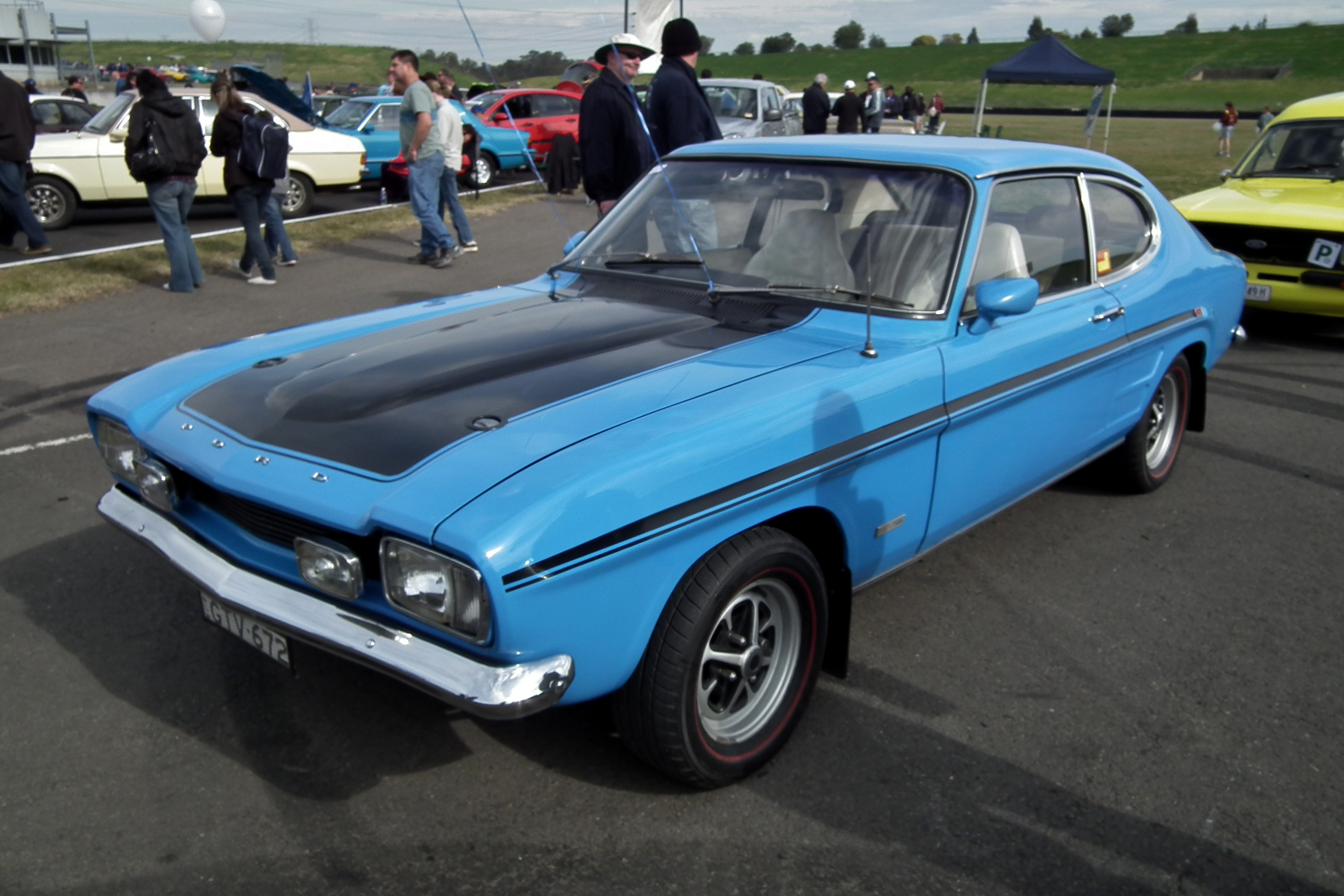
Ford Capri I GT3000

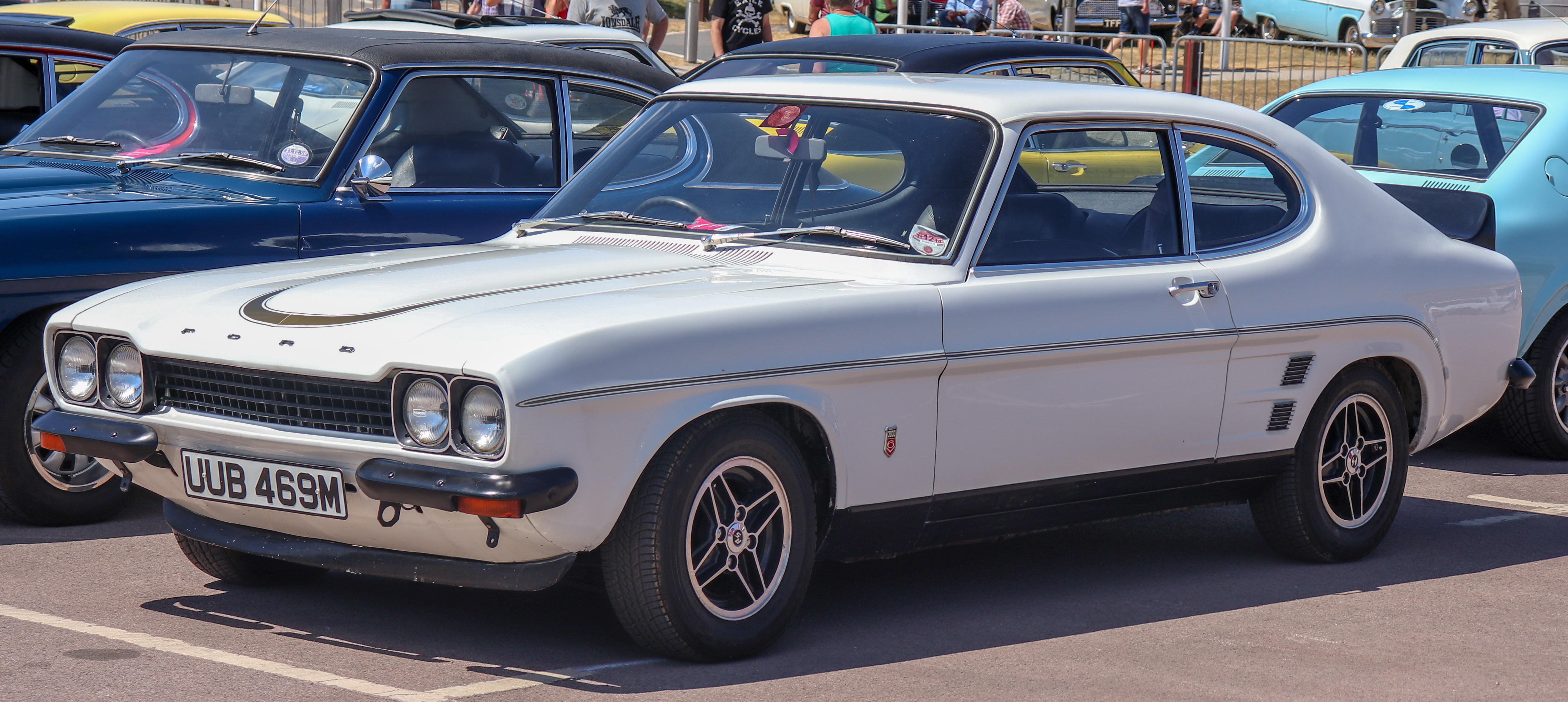
Ford Capri I RS3100

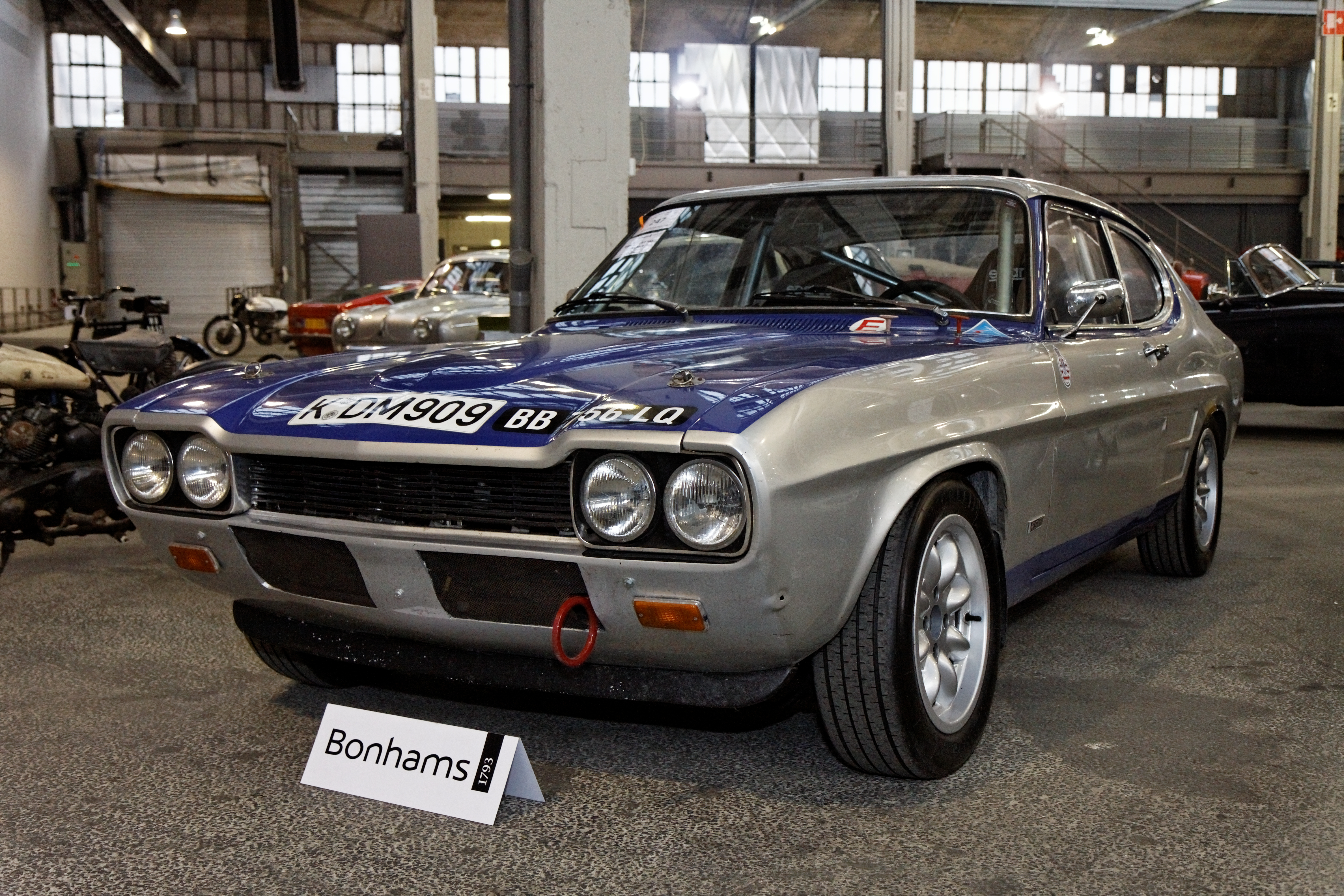
Ford Capri I RS2600

Ford Capri I został zaprezentowany po raz pierwszy w 1968 roku.
Po tym, jak na rynku Ameryki Północnej koncepcja przystępnego samochodu sportowego pod postacią Forda Mustanga odniosła rynkowy sukces, Ford postanowił wprowadzić do europejskiej oferty podobny model. Prace trwały od 1964 roku w Wielkiej Brytanii i w Niemczech, efektem ich było tylnonapędowe coupé o nazwie Capri, którą stosowano już w latach 1961–1963 dla większego, średniej wielkości coupé Consul Capri. 
Pierwsza generacja Forda Capri wyróżniała się dynamicznie stylizowaną linią nadwozia, z podłużnym przodem, wyraźnie zaznaczonymi przetłoczeniami maski, a także listwą biegnącą przez panele boczne. Tył został łagodnie zakończony, a tylne błotniki zdobiła imitacja podwójnych wlotów powietrza. W 1970 roku ruszył eksport nieznacznie wizualnie zmodyfikowanego Capri do Ameryki Północnej jako Mercury Capri.

### Capri RS2600
W 1970 roku do oferty trafił model Capri RS2600. Był to pierwszy samochód Forda z wtryskiem paliwa odznaczający się jednostką napędową o pojemności 2550 cm3, 150 KM, 110 kW i przyspieszeniem 0-100 km/h w mniej niż 8 sekund.

### Silniki
- R4 1.3l Kent
- R4 1.6l Kent
- R4 2.0l Pinto
- V4 1.3l Taunus
- V4 1.5l Taunus
- V4 1.7l Taunus
- V4 2.0l Essex
- V6 2.0l Cologne
- V6 2.3l Cologne
- V6 2.6l Cologne
- V6 3.0l Essex
- V6 3.1l Essex
- V8 5.0l Windsor

## Druga generacja

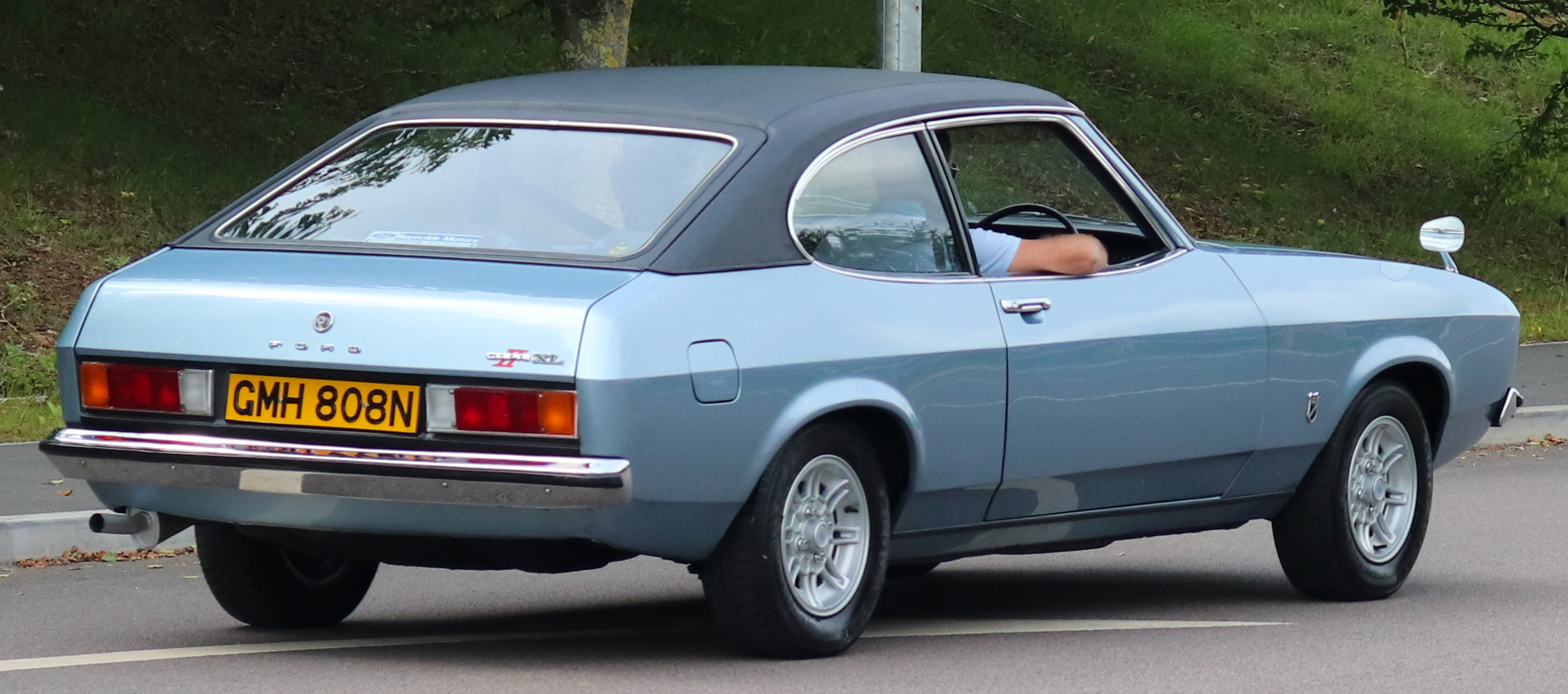
Ford Capri II - tył

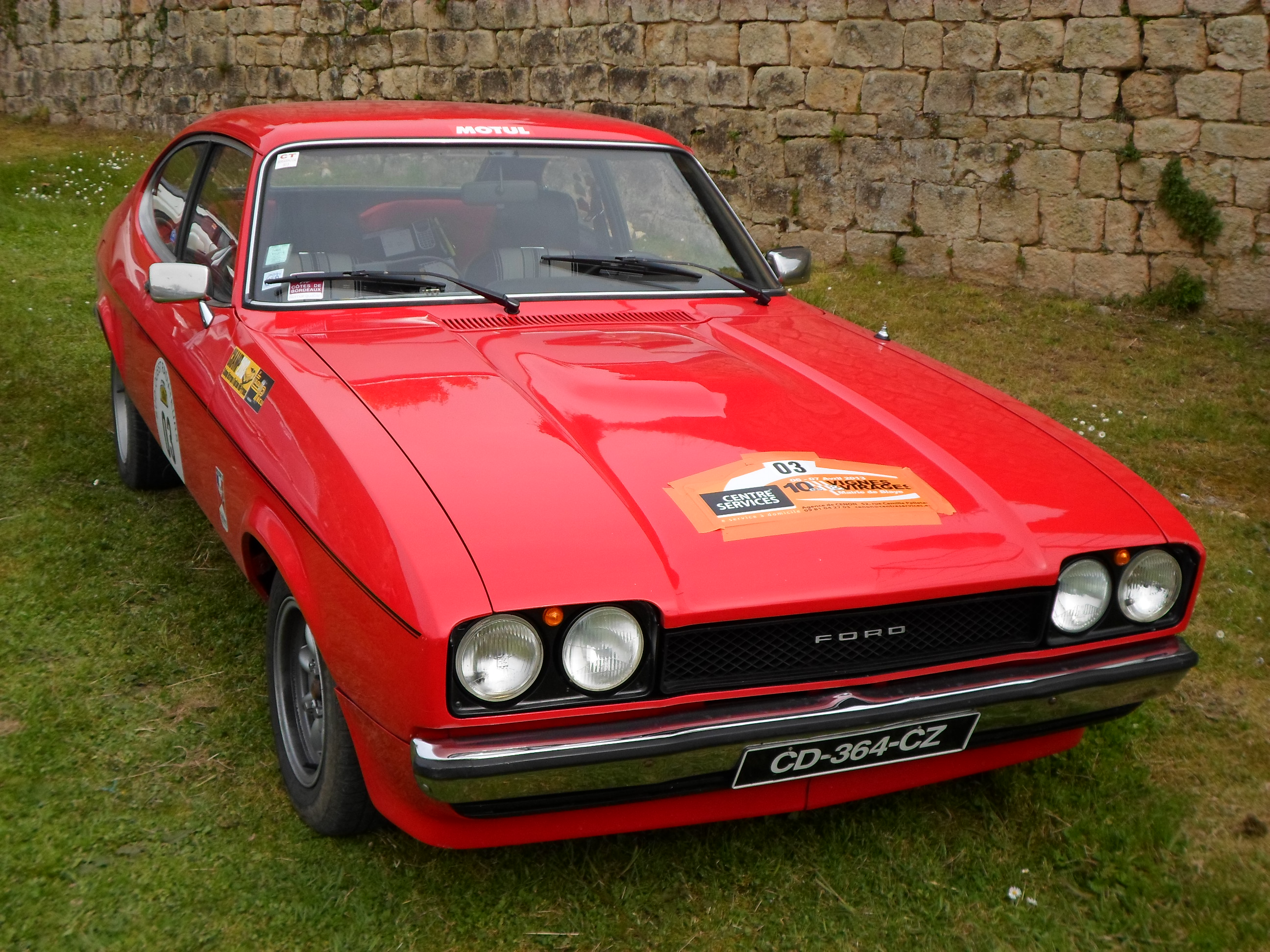
Ford Capri II GT

Ford Capri II został zaprezentowany po raz pierwszy w 1974 roku.
Druga generacja Capri powstała na zmodernizowanej, nieznacznie skróconej platformie poprzednika. Samochód przeszedł ewolucyjny zakres zmian, zyskując łagodniej zarysowane kształty nadwozia. Z przodu pojawiły się duże, prostokątne reflektory z kanciastą, czarną atrapą chłodnicy położoną między nimi. Podobnie jak w przypadku poprzednika, krótko ścięty tył zyskał zaokrąglone kształty, a zdobiły go prostokątne, podłużne lampy.

### Silniki
- R4 1.3l Crossflow
- R4 1.6l Crossflow
- R4 1.6l Pinto TL16
- R4 2.0l Pinto TL20
- V6 2.0l Cologne
- V6 2.3l Cologne
- V6 3.0l Essex

## Trzecia generacja

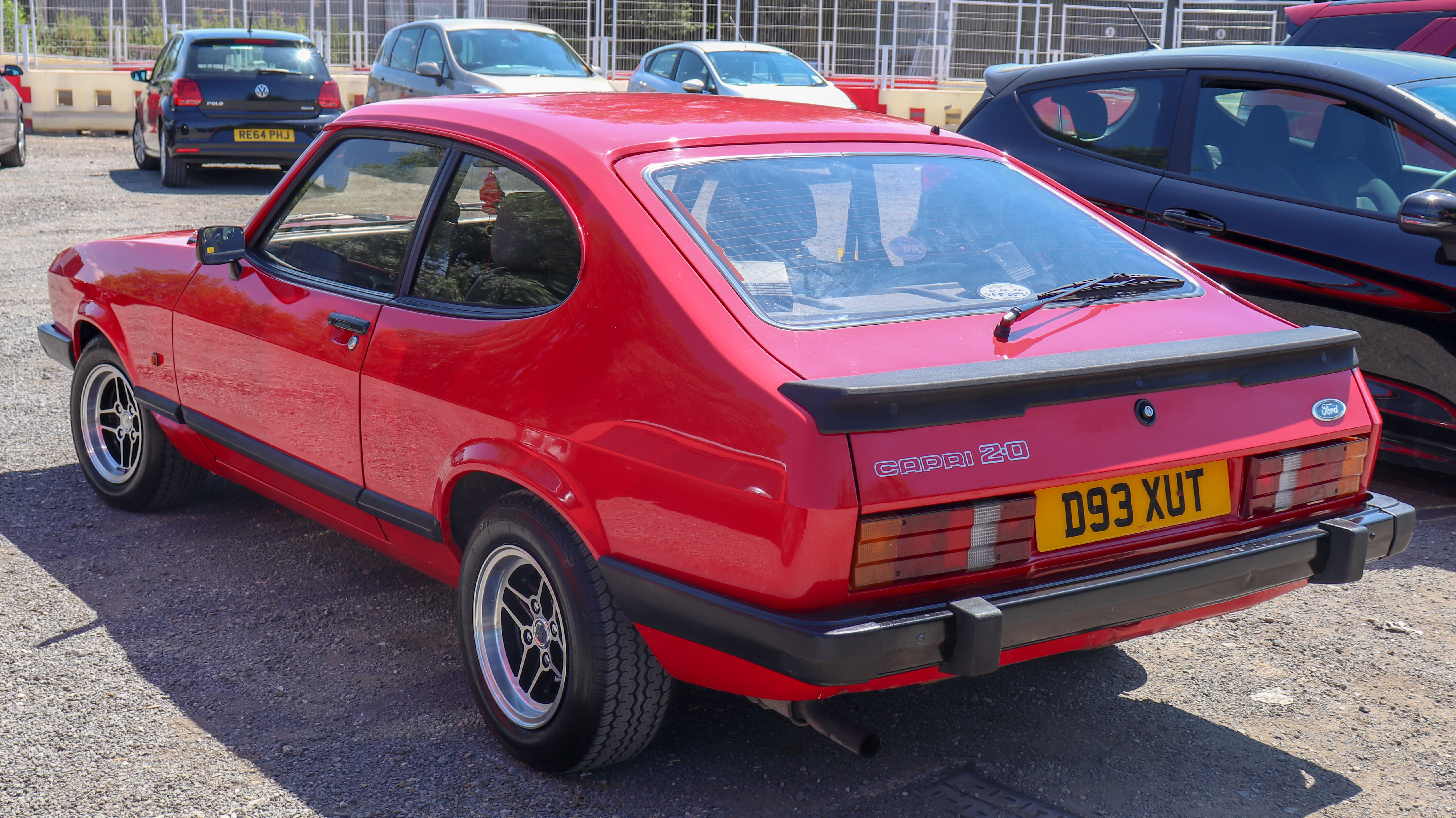
Ford Capri III - tył

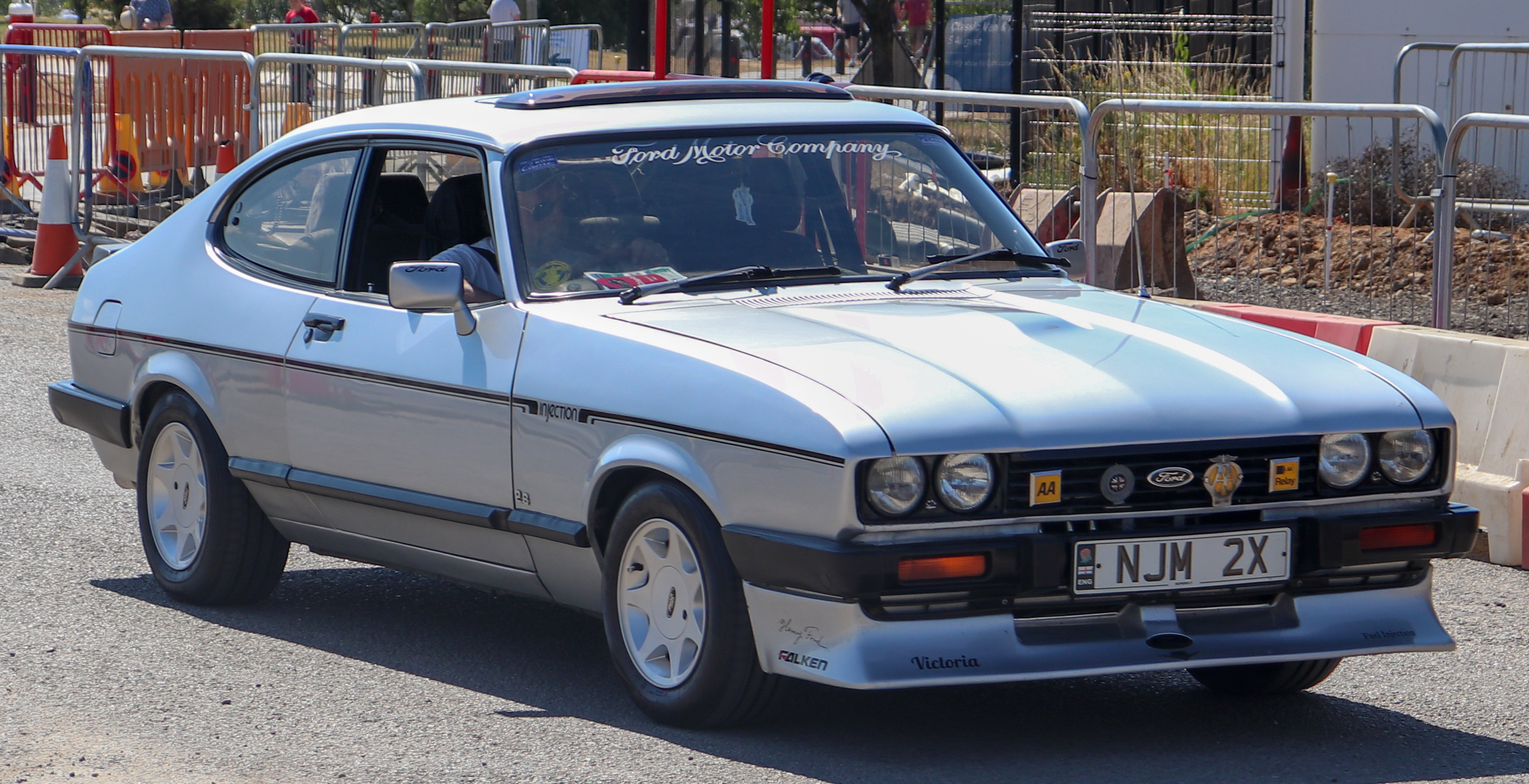
Ford Capri III Injection

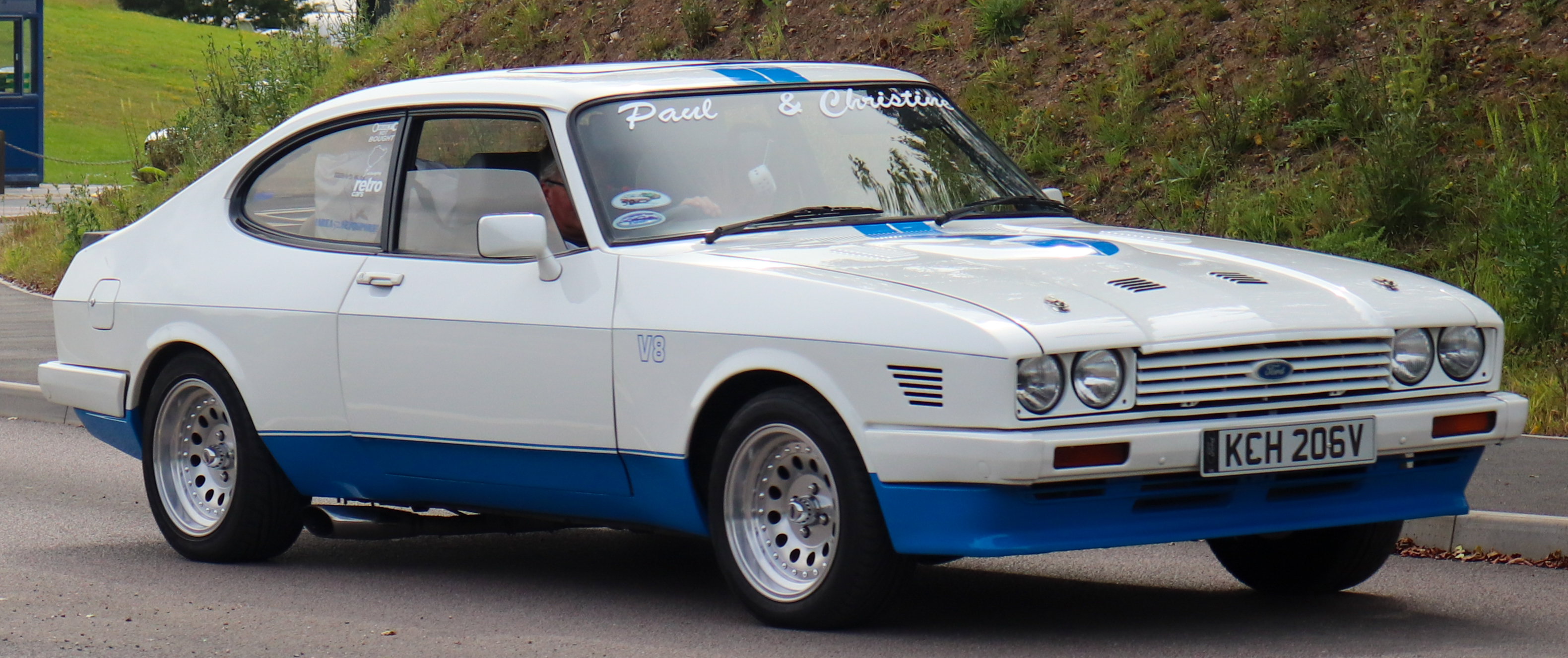
Ford Capri III V8

Ford Capri III został zaprezentowany po raz pierwszy w 1978 roku.
Trzecie i ostatnie wcielenie europejskiego Forda Capri zostało przedstawione w marcu 1978 roku. Samochód powstał na zmodernizowanej platformie poprzednika, przechodząc głębokie wizualne zmiany. Producent udoskonalił aerodynamikę, a także osiągi i ekonomię jednostek napędowych. Z przodu pojawiły się dwie pary okrągłych reflektorów z ostro zabudowaną listwą, z kolei tył zdobił niewielki spojler, a także mniejsze niż w przypadku poprzednika, prostokątne lampy.
W przeciwieństwie do poprzedników, Capri III był produkowany tylko w RFN i oferowany wyłącznie na rynku Europy Zachodniej. Produkcja zakończyła się w 1986 roku, a miejsce Capri zajął importowany ze Stanów Zjednoczonych większy model Probe.

### Silniki
- R4 1.3l Crossflow
- R4 1.6l Pinto TL16
- R4 2.0l Pinto TL20
- V6 2.0l Cologne
- V6 2.3l Cologne
- V6 2.8l Cologne
- V6 3.0l Essex